# ماریانا مادیا
ماریانا آنا مادیا (انگلیسی: Maria Anna Madia؛ زادهٔ ۹ مهٔ ۱۹۸۰) یک سیاست‌مدار اهل ایتالیا است.